# 끌이빨캥거루쥐
끌이빨캥거루쥐(Dipodomys microps)는 주머니생쥐과에 속하는 설치류의 일종이다. 미국의 토착종으로 네바다주와 유타주, 캘리포니아주, 오리건주, 애리조나주, 아이다호주에서 발견된다. 꼬리 길이는 136mm로 나머지 몸 길이 108mm 보다 길다. 13종의 아종을 포함하고 있다.